# Ilpoinen
Ilpoinen est un quartier du district d'Uittamo-Skanssi à Turku en Finlande,.

## Description
Ilpoinen est à environ cinq kilomètres au sud-est de la place du marché de Turku.
Ilpoinen est un quartier construit dans les années 1960 et 1970.
Il y a aussi une zone de maisons en bois plus ancienne construites dans les années 1930 et 1940 après les guerres d'hiver et de continuation.
Dans les années 1980, le centre commercial de Koivula devait devenir le centre régional de la zone, mais les services de base sont toujours distribués à la fois à Ilpoinen et à Koivula.
Ilpoinen a une garderie, deux écoles maternelles, une école primaire, une bibliothèque, un pub, un guichet automatique, la boutique Linnan Paja et le K-Market Ilpoinen.
Les immeubles résidentiels ont été construits dans les années 1960 et 1970.
A côté se trouve une vaste zone forestière très fréquentée avec des sentiers de randonnée.

## Transports
Le texte=bus numéro 61 (Ilpoinen – Keskusta – Logomo – Vienola) dessert Ilpoinen environ toutes les 10 minutes en hiver, un peu moins souvent en été.

## Galerie

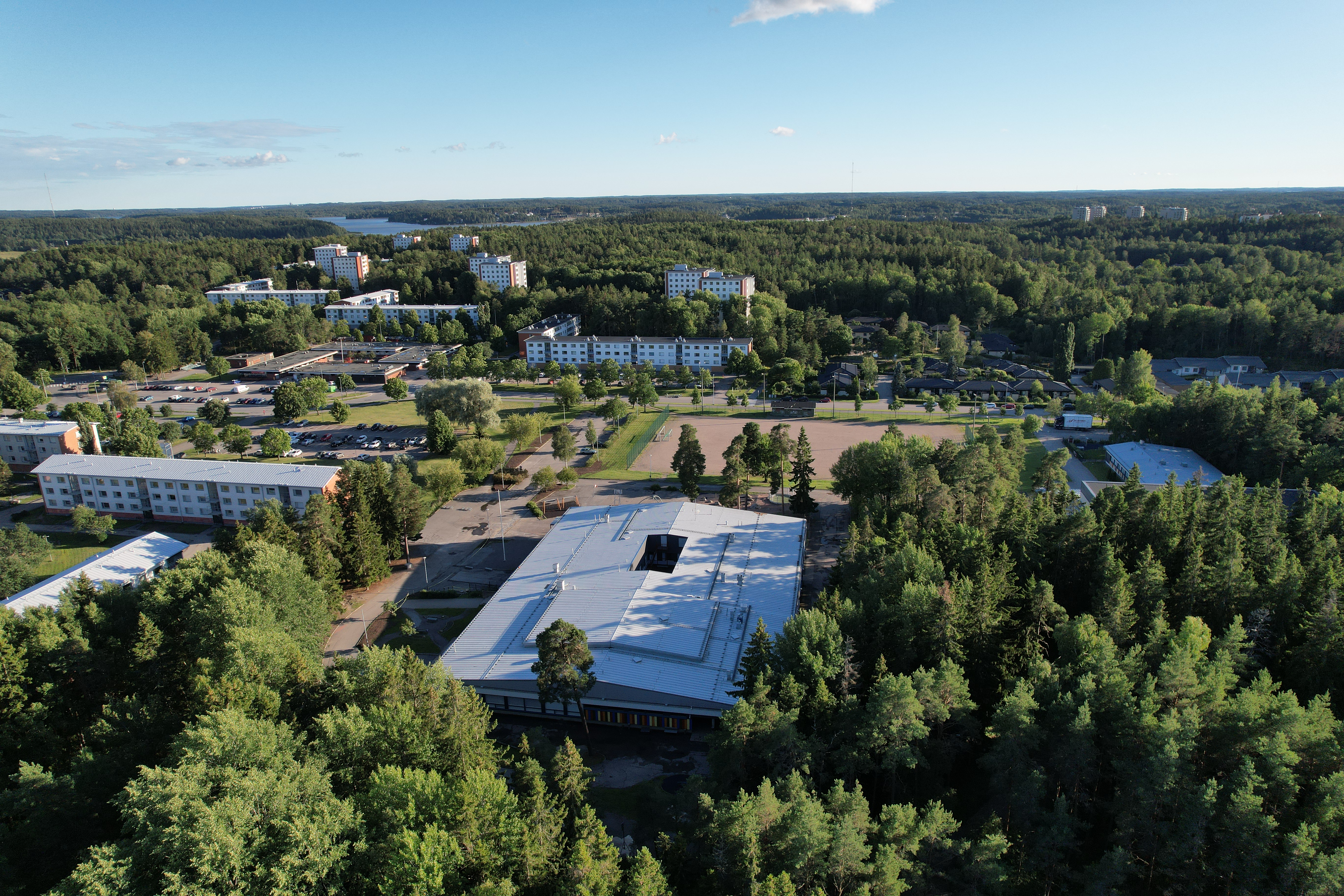
École d'Ilpoinen.
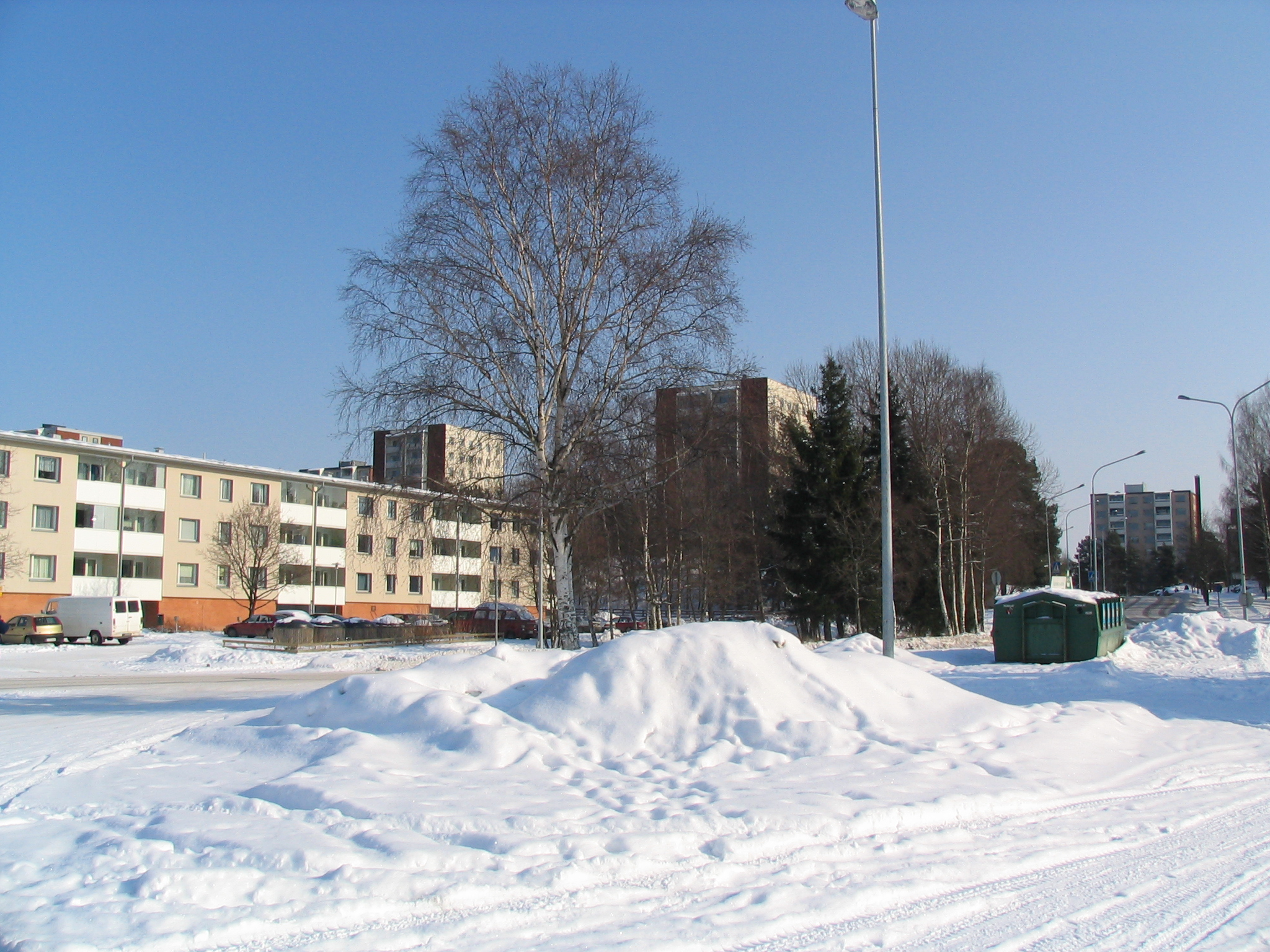
Habitations d'Ilpoinen.
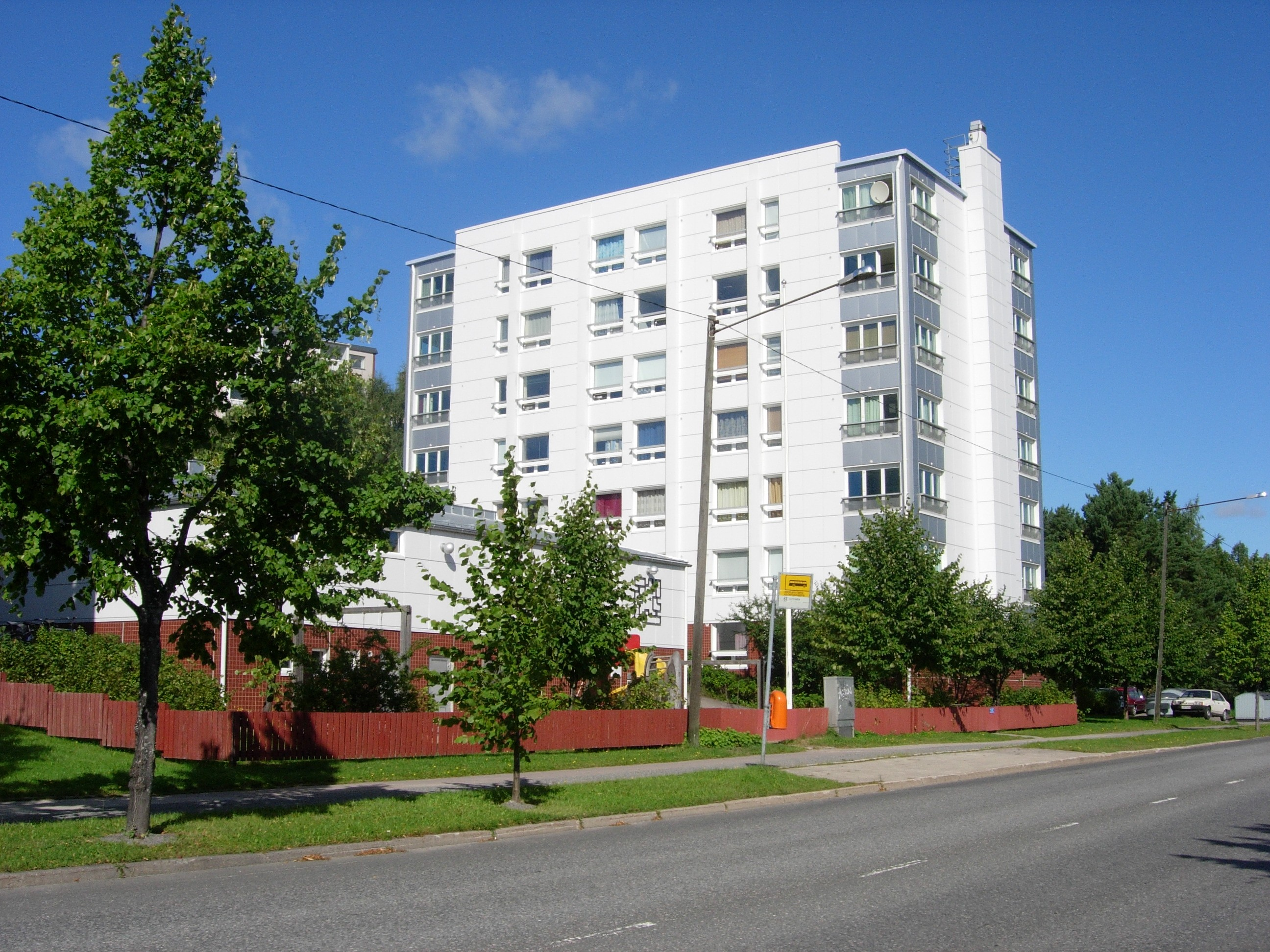
Résidence universitaire.
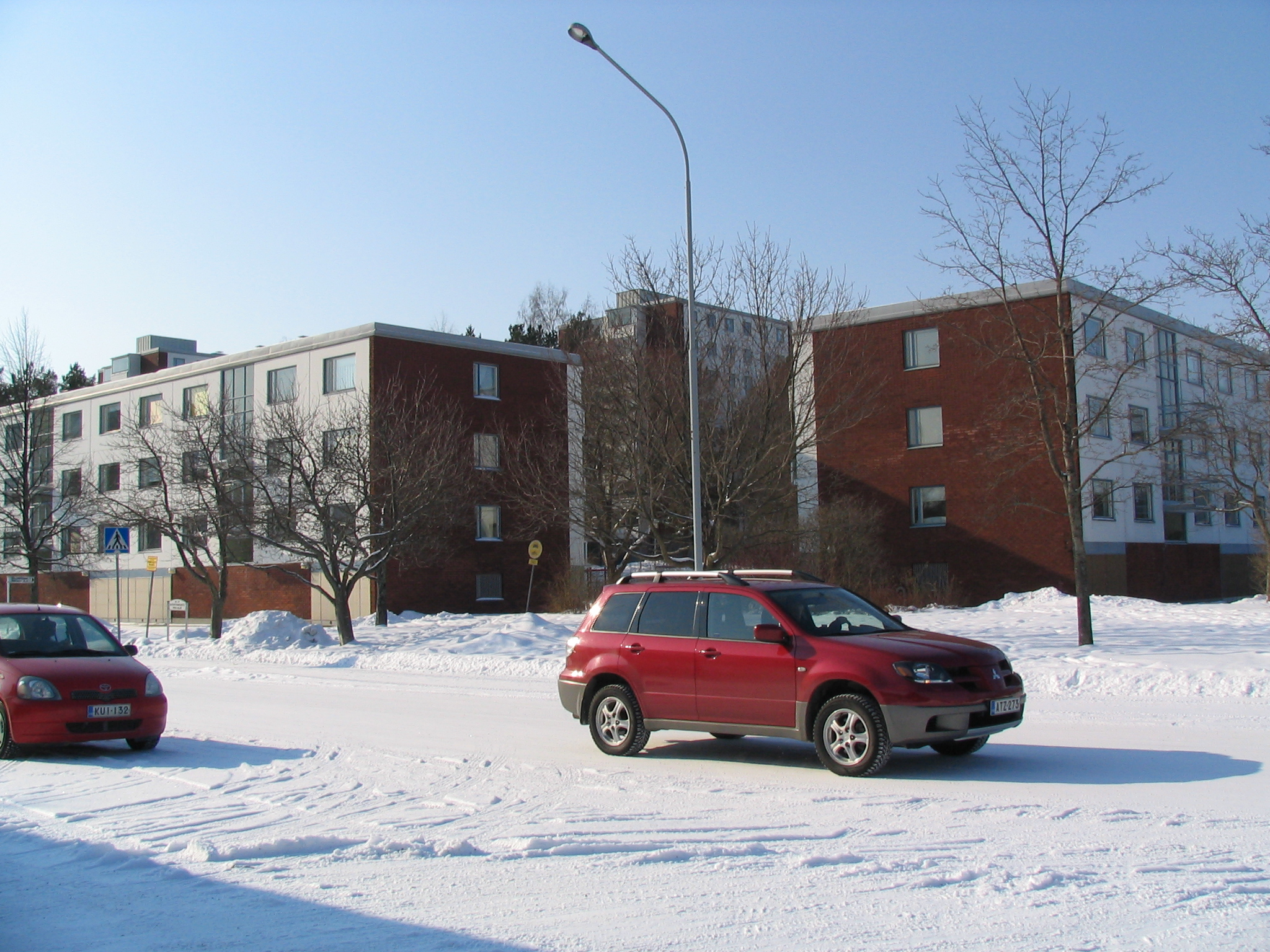
Pellonperänkatu.
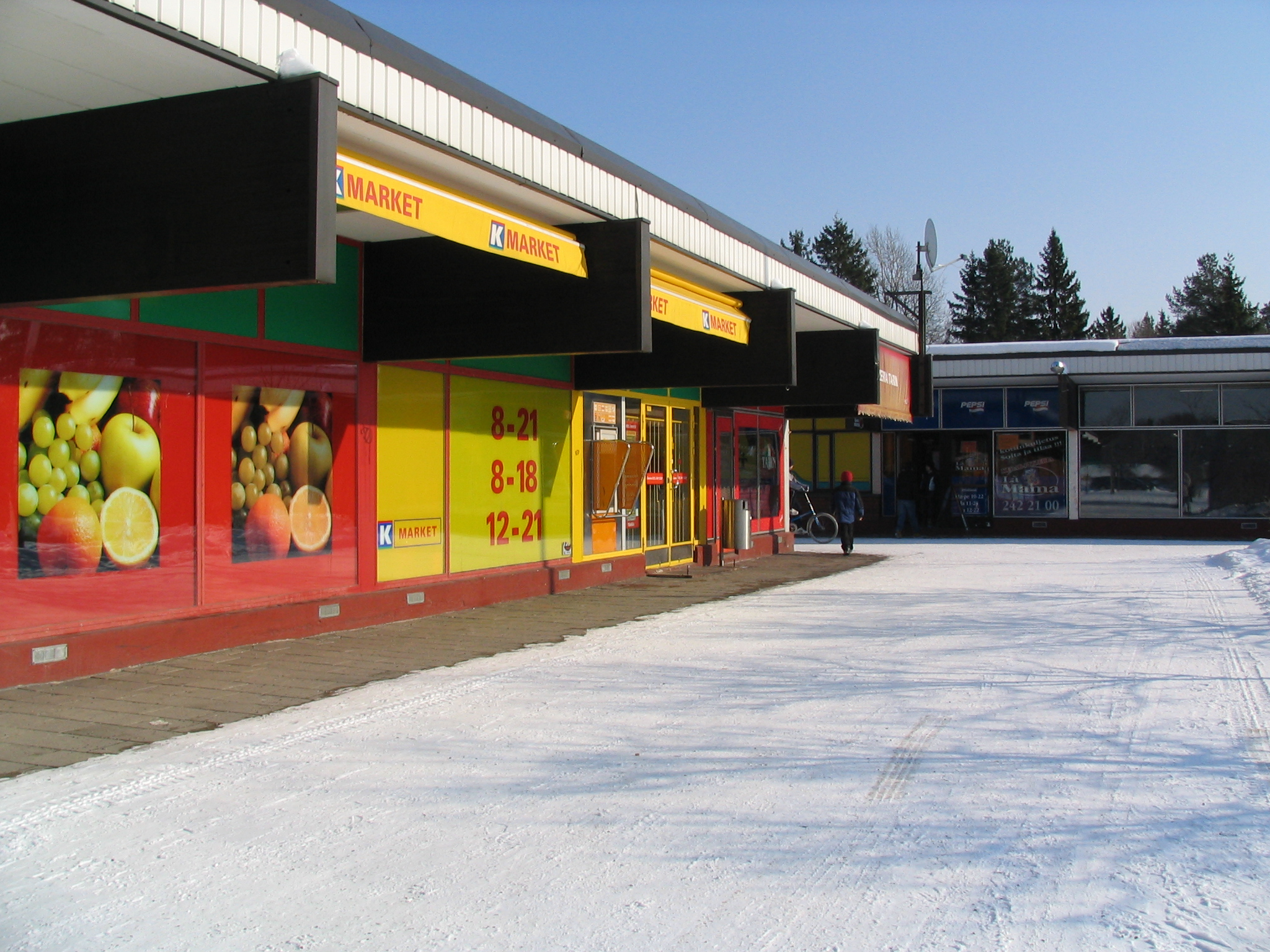
K-market à Ilpoinen.
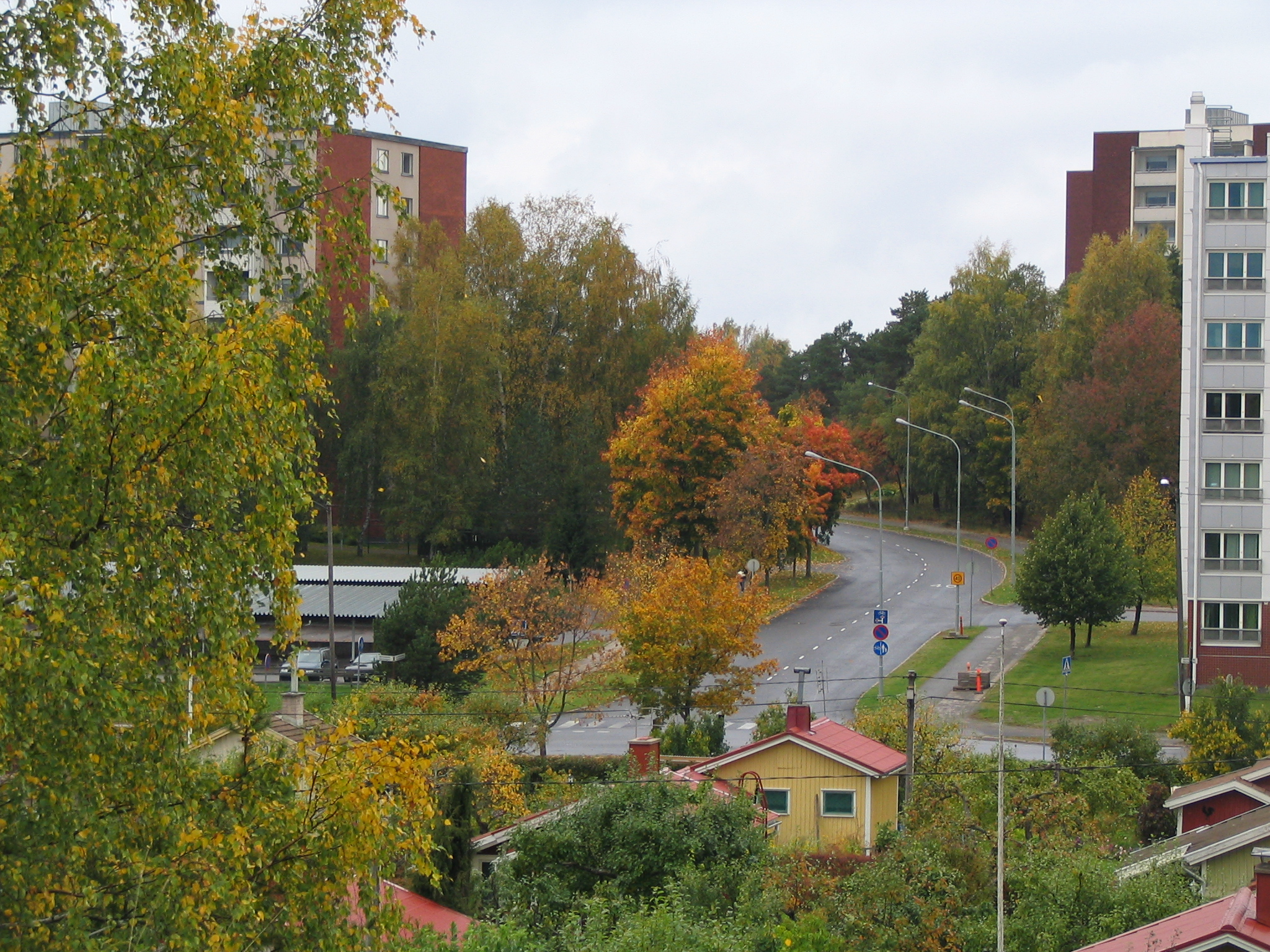
Lauklähteenkatu.